# Polyphaenis xanthosuffusa
Polyphaenis xanthosuffusa là một loài bướm đêm trong họ Noctuidae.